# Centre for the Study of Medicine and the Body in the Renaissance
Le Centre for the Study of Medicine and the Body in the Renaissance (CSMBR) est un institut international d'études avancées en histoire de la médecine et des sciences basé à la Domus Comeliana de Pise. Le centre est la principale institution italienne consacrée aux humanités médicales.

## L'Histoire
Le CSMBR a été créé en janvier 2018 après la dotation de l' Institutio Santoriana - Fondazione Comel pour perpétuer l'héritage scientifique du médecin, scientifique, inventeur et philosophe italien Santorio Santori (1561-1636), qui a introduit la méthode quantitative en médecine et est réputé le père de la physiologie expérimentale quantitative,,, conformément à la volonté du Prof. Marcello Comel (1902–1996),, fondateur de l'institution.

### Siège
Les locaux du CSMBR se trouvent dans la Domus Comeliana, ancienne résidence privée de Marcello Comel, située à côté de la tour penchée de la Piazza dei Miracoli.

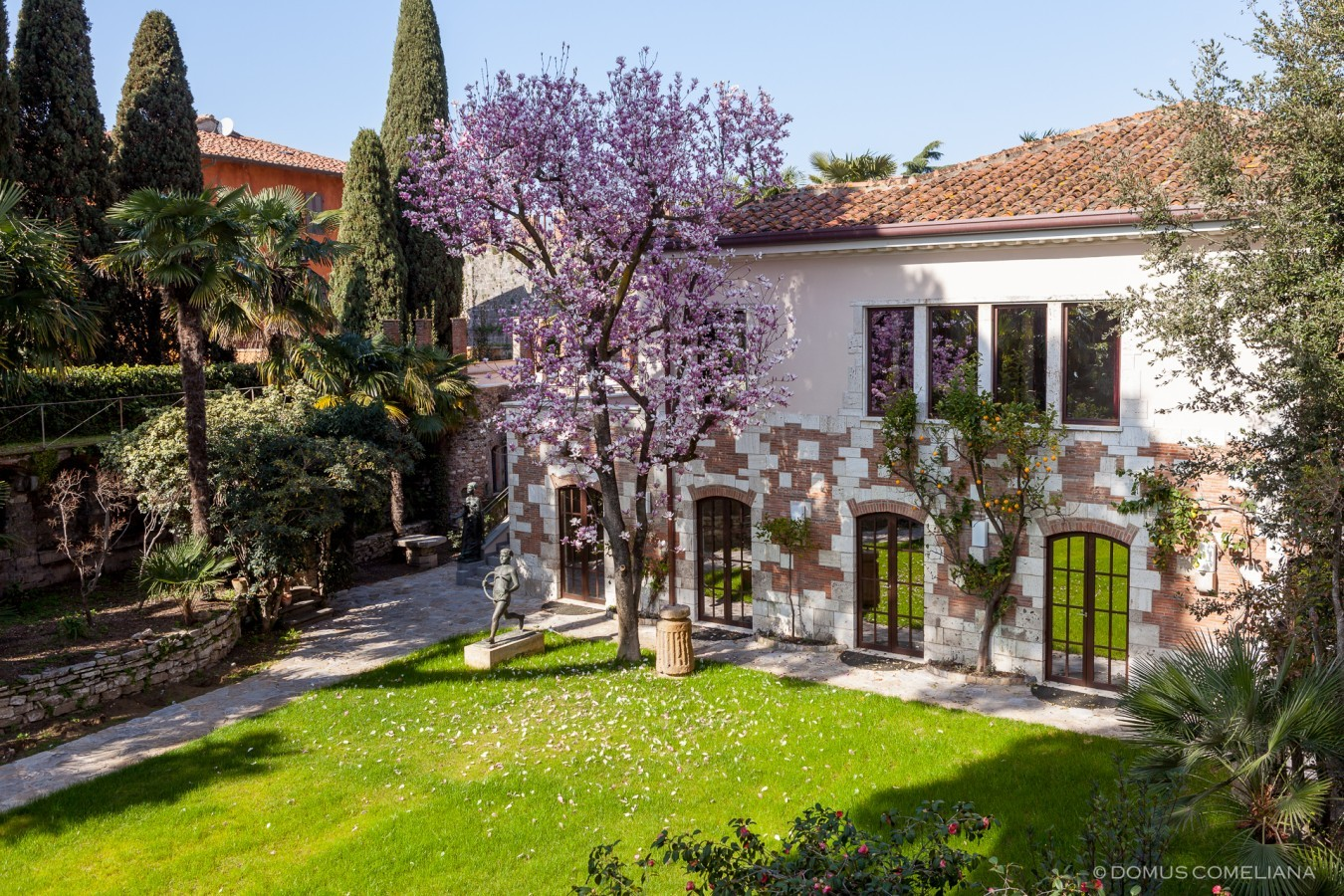
Domus Comeliana

### Organisation
Le CSMBR est dirigé par un comité de chercheurs qui travaille en coopération avec des universités et des instituts de recherche de l'UE, du Royaume-Uni et des États-Unis, à savoir :
- l'Université d'Exeter ;
- l'Université de Yale ;
- la Julius-Maximilians Universität Würzburg ;
- l'Université de Parma ;
- le Studio Firmano pour l'histoire de la médecine et des sciences.

Le fondateur et actuel directeur du CSMBR est l'historien intellectuel Fabrizio Bigotti tandis que le président est l'historienne de la médecine Vivian Nutton.

### Mission

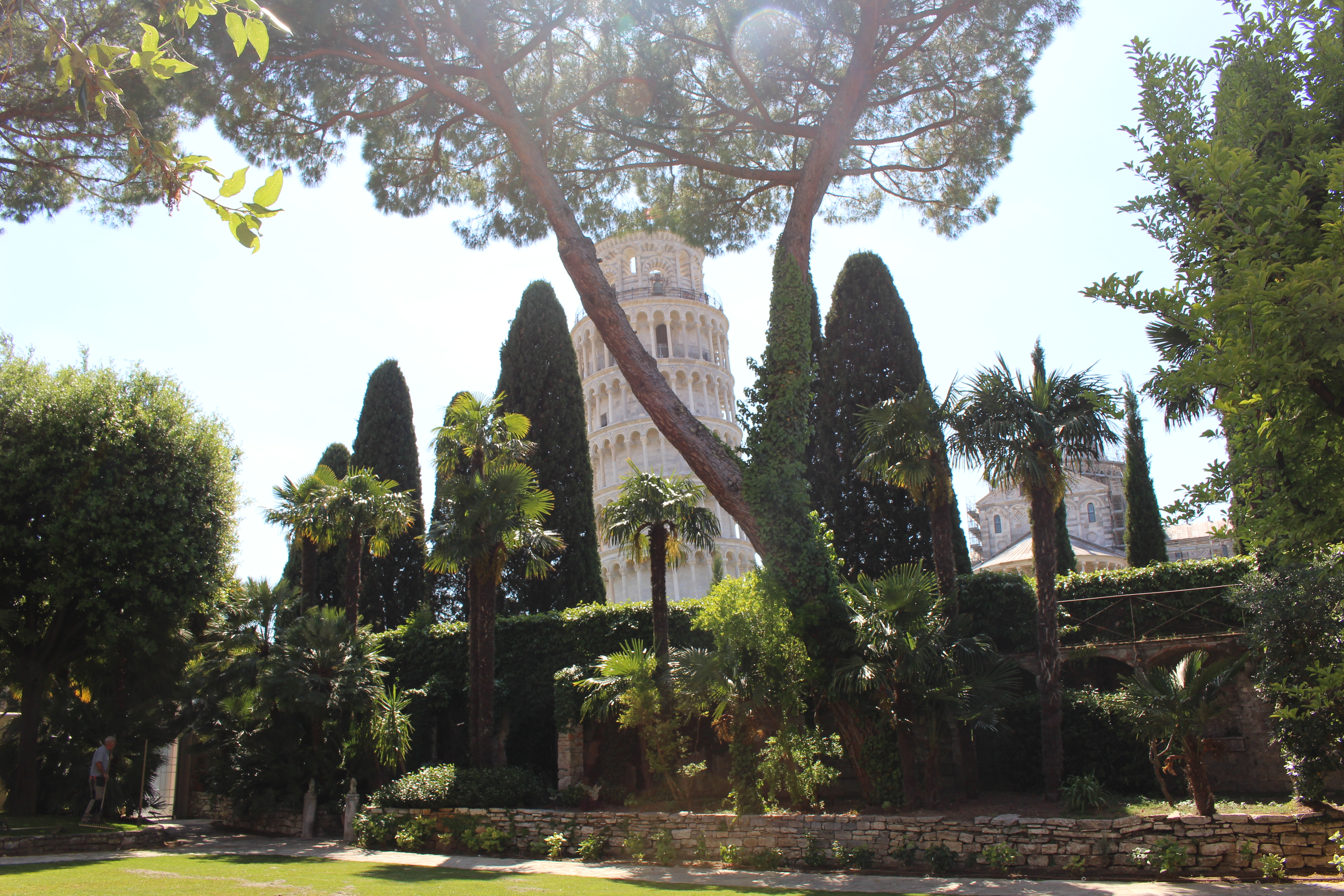
Jardin intérieur de la Domus Comeliana

La mission principale du CSMBR est de promouvoir les valeurs de l'humanisme et l'avancement des connaissances scientifiques inspirées par le développement intellectuel, culturel et social de la Renaissance médicale européenne (1300-1700).

### Principes fondamentaux
La communauté CSMBR s'inspire des principes de l'humanisme de la Renaissance, entendus comme l'engagement à reconnaître, respecter et développer le potentiel humain propre à chaque individu. Conformément à ces principes, la récupération et la renaissance de la tradition classique sont au cœur de la pratique académique du CSMBR, tandis que le travail scientifique dans son ensemble vise à permettre à chaque individu de se forger sa propre opinion, aussi librement et indépendamment que possible. En conséquence, le CSMBR ne cherche ni ne promeut aucun objectif politique direct, étant constitué comme un institut de recherche indépendant, ouvert aux universitaires de toute nationalité, sans discrimination d'origine ethnique, de sexe, d'âge, d'orientation politique, religieuse ou sexuelle.

## Prix et Publications
Le Centre offre des prix et des bourses de voyage, tels que le prix Santorio pour l'excellence en recherche, la bourse Santorio pour les sciences humaines et médicales, tout en encourageant la coopération internationale par le biais de la conférence bisannuelle VivaMente sur l'histoire des idées .
En partenariat avec Palgrave-MacMillan (Springer), le CSMBR parraine la série Palgrave Studies in Medieval and Early Modern Medicine (PSMEMM) La série se concentre sur la tradition intellectuelle de la médecine occidentale en relation avec les philosophies, les institutions, les pratiques et les technologies qui se sont développées tout au long de la période médiévale et moderne (500-1800). Il cherche à explorer la gamme d'interactions entre diverses conceptualisations du corps, y compris leur importance pour les arts (par exemple la littérature, la peinture, la musique, la danse et l'architecture) et la manière dont différentes traditions médicales se chevauchent et s'empruntent les unes aux autres. La série accueille les contributions des boursiers Santorio et est particulièrement intéressée par les contributions provenant de jeunes auteurs.